# Orlando (Händel)
Orlando (HWV 31) är en opera seria i tre akter av Georg Friedrich Händel. Det italienska librettot är ur Carlo Sigismondo Capeces L'Orlando och temat är, liksom i Händels operor Alcina och Ariodante, från Ludovico Ariostos Orlando furioso, en episk dikt om tiden för Karl den stores krig mot morerna.
Operan hade premiär vid King's Theatre i London den 27 januari 1733. Tio föreställningar gavs, men den togs inte upp igen. Den första produktionen i modern tid gavs på Unicorn Theatre i Abingdon, den 6 maj 1959.
Londons Royal Opera House satte upp Orlando 2003 och 2007 med Bejun Mehta i huvudrollen. Rollen som Angelica sjöngs av Rosemary Joshua och Dorinda av Camilla Tilling. Dirigent var Sir Charles Mackerras och regissör Francisco Negrin.

## Likheter mellanOrlandoochAlcina
Båda operorna har historisk bakgrund, båda är hämtade från en episod ur Ludovico Ariostos verk Den rasande Roland, och i båda spelar en trollkarl respektive en trollkvinna en avgörande roll (även om de har helt olika funktioner). Och slutligen gör de båda operorna bruk av en uttalat effektfull realisering på scenen. Orlando är dock med sin fem personer snarast en kammaropera, medan Alcina däremot med dess sju sångsolister, kör och balett är en stor opera, ett riktigt dekorstycke. Henry Purcells inflytande är precis som i maktspelet Acis and Galatea från 1718 helt uppenbart även i Orlando och Alcina.

## Roller
| Roll                          | Röstläge    | Rollbesättning vid premiären den 27 januari 1733 |
| ----------------------------- | ----------- | ------------------------------------------------ |
| Orlando, en riddare           | alt kastrat | Senesino                                         |
| Angelica, Drottning av Cathay | sopran      | Anna Maria Strada                                |
| Medoro, en afrikansk prins    | alt         | Francesca Bertolli                               |
| Dorinda, en herdinna          | soprano     | Celeste Gismondi                                 |
| Zoroastro, en magiker         | bas         | Antonio Montagnana                               |

Rollen som Orlando var ursprungligen skriven för Senestino, den berömde kastraten, men sjungs idag av en countertenor (till exempel James Bowman eller David Daniels) eller en mezzosopran (till exempel Patricia Bardon).

## Handling
Trollkarlen Zoroastro vill leda in vännen Orlando på sanningens väg, det ridderliga hjältemodets väg. Men Orlando invecklas i olyckliga kärleksäventyr tillsammans med prinsessan Angelica, som därefter flyr tillsammans med sin älskade, den moriske fursten Medoro. För att skydda de flyende fördunklar Zoroastro Orlandos förstånd. Denne vill i sitt vansinne begå fruktansvärds handlingar. När Orlando av Zoroastro sedan befrias från sitt vansinne, inser han sanningen, avsäger sig kärleken och ägnar sig helt åt det ridderliga livet så att Angelica och Medoro, liksom alla älskande, ostörda skall kunna njuta av lyckan.

## Inspelningar
- William Christie, Les Arts Florissants, with Patricia Bardon, Rosa Mannion, Hilary Summers, Rosemary Joshua, Harry van der Kamp (1996)
- Christopher Hogwood, The Academy of Ancient Music (AAM), with James Bowman, Arleen Augér, Emma Kirkby, Robbin, Thomas (1991)